# Krigsfilosofi
Krigsfilosofi är filosofi om krig. Det kan vara frågor som varför startar människor krig mot varandra? Boken Krigskonsten av Sun Zi är en bok som behandlar krigsfilosofin. En annan bok är Carl von Clausewitz bok Om kriget. 